# Acanthixalus
Acanthixalus är ett släkte av groddjur som ingår i familjen gräsgrodor.
Dessa gräsgrodor förekommer i västra och centrala Afrika från Elfenbenskusten till Kongo-Kinshasa.
Det vetenskapliga namnet är bildat av de grekiska orden akantha (tagg) och ixalos (klättrande).
Arter enligt Catalogue of Life, utbredning enligt IUCN:
- Acanthixalus sonjae, lever i Elfenbenskusten och Ghana.
- Acanthixalus spinosus, från Nigeria till Kongo-Kinshasa och söderut troligen till Angola.